# Honda HSV-010 GT

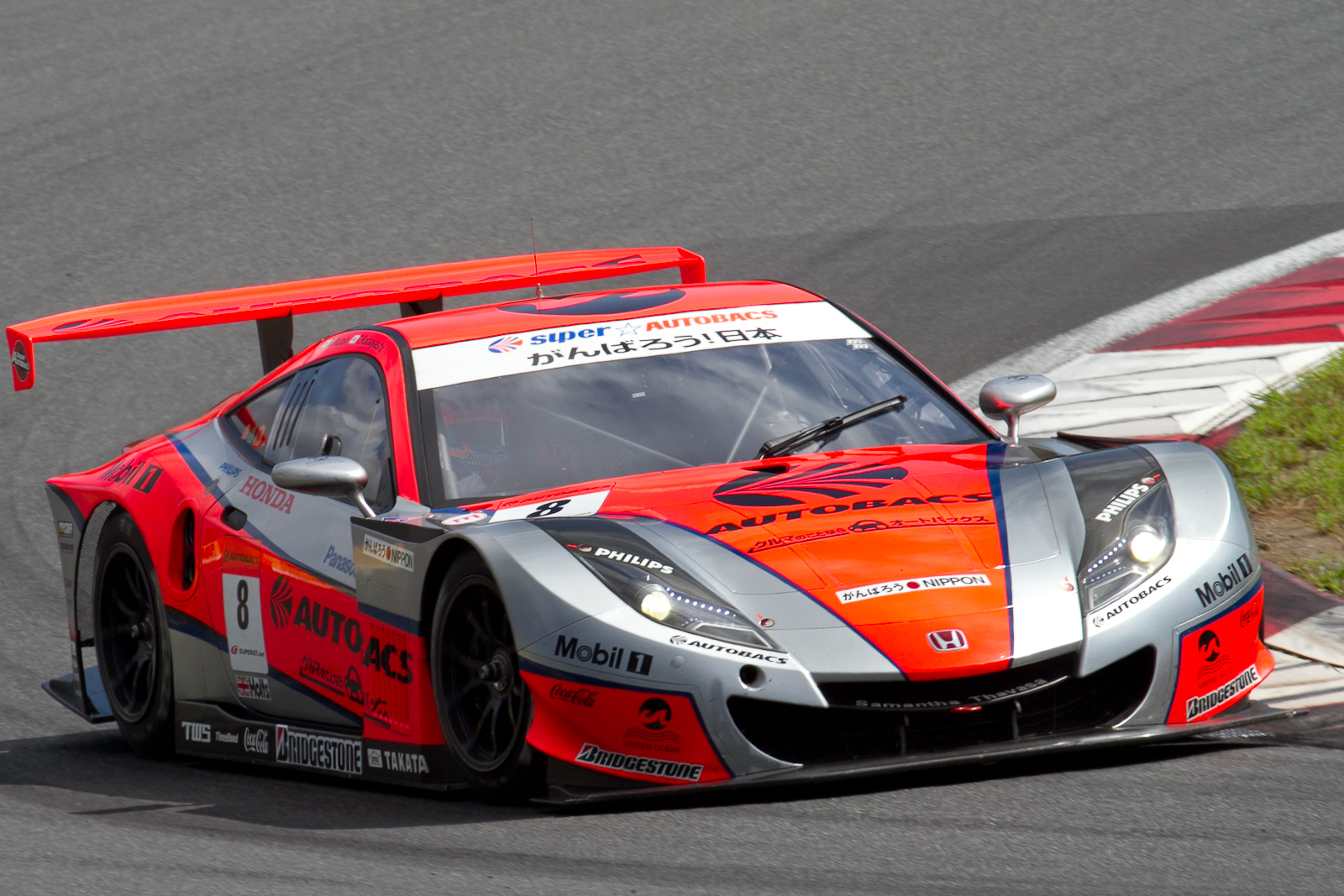

Honda HSV-010 GT (HSV – Honda Sports Velocity) – samochód wyścigowy zaprojektowany przez markę Honda do rywalizacji wyłącznie w japońskiej serii wyścigowej Super GT napędzane według przepisów serii Super GT silnikiem V8 o pojemności 3.4 l i mocy 500 KM.

## Historia
23 października 2009 roku Honda ogłosiła światu koniec udziału w japońskiej serii wyścigowej Super GT Hondy NSX w wersji Super GT. 15 listopada 2009 roku marka podała do wiadomości, że mimo wycofania NSX-a z wyścigów, koncern będzie prowadził działania, by w sezonie 2010 wystawić nowe auto, które będzie oparte na NSX-ie. 22 grudnia 2009 roku Honda oficjalnie poinformowała o następcy NSX Super GT – Hondzie HSV-010 GT, który w przeciwieństwie do innych aut japońskiej serii wyścigowej nie jest oparty na żadnym pojeździe dostępnym dla ogółu społeczeństwa. W 2010 roku team Weider Honda Racing dzięki dwóm kierowcom – japończykowi Takashi Kogure oraz francuzowi Loïc Duval zdobył mistrzostwo serii Super GT w kategorii GT 500.

## Specyfikacja
- Silnik: HR10EG, chłodzony cieczą, wolnossący, V8, pojemność 3397 cm3, moc 500 KM
- Opony: Bridgestone: 330/40 R18; 330/45 R17[3]

## Wyścigi
| Rok  | Auto            | Opony       | Drużyna (Team)             | Kierowcy                                | Pozycja końcowa |
| ---- | --------------- | ----------- | -------------------------- | --------------------------------------- | --------------- |
| 2010 | ARTA HSV-010    | Bridgestone | AUTOBACS Racing Team Aguri | Ralph Firman Yuji Ide Takashi Kobayashi | 11.             |
| 2010 | KEIHIN HSV-010  | Bridgestone | KEIHIN Real Racing         | Toshihiro Jinshi Tsukagoshi             | 3.              |
| 2010 | WEIDER HSV-010  | Bridgestone | Weider Racing Team         | Takashi Kogure Loic Duval               | 1.              |
| 2010 | EPSON HSV-010   | Dunlop      | Nakajima RACING            | Ryo Michigami Yuki Nakayama             | 14.             |
| 2010 | RAYBRIG HSV-010 | Bridgestone | TEAM KUNIMITSU             | Takuya Izawa Naoki Yamamoto             | 8.              |
| 2011 | WEIDER HSV-010  | Bridgestone | Weider Racing Team         | Takashi Kogure Loic Duval               | 3.              |
| 2011 | ARTA HSV-010    | Bridgestone | AUTOBACS Racing Team Aguri | Hideki Mutoh Takashi Kobayashi          | 15.             |
| 2011 | KEIHIN HSV-010  | Bridgestone | KEIHIN Real Racing         | Toshihiro Jinshi Tsukagoshi             | 4.              |
| 2011 | EPSON HSV-010   | Dunlop      | Nakajima RACING            | Ryo Michigami Yuki Nakayama             | 12.             |
| 2011 | RAYBRIG HSV-010 | Bridgestone | TEAM KUNIMITSU             | Takuya Izawa Naoki Yamamoto             | 9.              |